# Streptodajus equilibrans
Streptodajus equilibrans är en kräftdjursart som beskrevs av Hugo Frederik Nierstrasz och Brender à Brandis 1923. Streptodajus equilibrans ingår i släktet Streptodajus och familjen Dajidae.
Artens utbredningsområde är havet kring Indonesien. Inga underarter finns listade i Catalogue of Life.